# Never Let You Go (Third Eye Blind)
Never Let You Go è un singolo del gruppo alternative rock statunitense Third Eye Blind, pubblicato nel 2000 ed estratto dall'album Blue.

## Tracce
- CD

1. Never Let You Go (Radio Version)
2. Never Let You Go (LP Version)
3. Anything (Extended Version)